# 水産海洋省 (カナダ)
水産海洋省（すいさんかいようしょう、Department of Fisheries and Oceans、略称DFO、および仏語名称Ministère des Pêches et Océans）とは、連邦の管轄のもとで水域の管理と保安に対して責任を持つ、カナダ政府内の政府部局である。
水産海洋省の所掌は大まかに言えば、カナダの大西洋、太平洋および北極海の沿岸における海水域漁業に対する割当量の保全と配当に集中している。五大湖およびウィニペグ湖のような、内水域漁業の保全と保護にも、多数の州との協調的な合意を通じて精力を傾けているが、連邦政府の省は憲法上、海水域漁業のみを掌握することになっている。
保全の要請に取り組むため、水産海洋省は、カナダのさまざまな地域に研究機関をそなえた広域科学部門を有している。科学部門は主として、さまざまな主の保全の要請のための証拠を用意し、それから省が規制を行うことになる。水産海洋省はまた、カナダの排他的経済水域内での密漁および外国船による乱獲と戦うために用いられる、保安官（漁業保安官として知られている）を擁する大きな強制力を保持してもいる。
本省は、カナダ沿岸警備隊およびカナダ水路測量庁などを含むいくつかの組織を管轄している。
2025年に発足したマーク・カーニー内閣における漁業・海洋・沿岸警備大臣は、ジョアン・トムソン（Joanne Thompson）である。

## 歴史
海洋水産省は1867年の7月1日に創設されたが、1868年5月22日までは、法律上の権限を与えられていなかった。海洋水産省は1916年の悲惨な火災まではパーラメント・ヒル（国会議事堂）の中央区画にあり、その火災ののちには、議事堂西区画に本部を置いていたが、オタワに新たに政府官庁が作られるに際して、国会議事堂から完全に立ち退いた。

## 責務
省の責務は以下のように述べられている。
沿海および内陸の漁業、トリニティ・ハウス、トリニティ委員会、水先案内人、退職水先案内人基金、水路標識、ブイ、灯台およびそのメンテナンス、港、商港、埠頭、波止場、砲艦あるいはその他の戦艦以外のカナダ政府に属する蒸気船および大型船、港湾委員会、港湾管理者、大型船の検査、会員監督官や航海士の免許の試験と認可、および商業サービスにおけるその他、会員監督官や航海士官、蒸気船の検査および蒸気船検査委員会、難破の原因究明、海兵船員病院の設立・規制・整備、困窮している船員への対処、そして、カナダの海事と航海にかかわるこのような一般的な事項
注目すべきこととしては、運河の建設と運営に対する責任が、連邦政府の時代には、それまでは植民地政府の建設省によって運営されてきたカナダ連合州の運河ともども、建設省に与えられたことである。
その創立当初は、この省の最も目立つ活動のひとつは海洋設備の運営であり、それが、ブイや灯台の管理を行うために用意された大型船とともに、カナダ沿岸警備隊の前身になった。そのため、漁業の管理は当時、20世紀の後半に比べさほど重要ではなかった。水産海洋省の主要な責務には、 セーブル島やノバスコシア州沖合いにあるサン・ポール島の悪名高い難破スポットの非難設備の準備が含まれる。
水産海洋省はまた、不法なクリンピング (主要な港において自由を奪われた船員の不正取引)と闘うための水上警察力に加えて、航海士や会員監督官になりたいと思う船員の実習の資格認定に対する監督責任も有している。
強制力に訴えるのは、省が英領北アメリカ植民地諸州の海事に関する強制力を有した機関の延長で、「漁業保護業務」を執行するために武装した強制力を有する「ドミニオン・クルーザー」を運営しているからである。これらの船舶および、その他の免許を持った スクーナーやそういった種類の船は、カナダの領海内、すなわち海岸から3海里（6km）だけの範囲で侵犯を監視しながら、太平洋および大西洋岸の漁場を運航することになっている。 

## 海軍
第一次世界大戦以前にはカナダには限られた海軍力しかなく、その防御力の中心は海洋水産省の強制執行用の大型船（ドミニオン・クルーザー）、および大英帝国のイギリス海軍であった。
1909年から1910年に海洋水産省はカナダ海軍を育てようとする試みに関与することになり、1909年の3月29日に内閣の一員であったジョージ・フォスターが庶民院において、「カナダ海軍」の設立要請をおこなったが、その解決策は成功しなかった。だが、1910年の1月12日に、ウィルフレッド・ローリエ卿を首班とする政府は、フォスターの解決策を採用し、海軍法として導入した。3度にわたる審議ののち、1910年5月4日に、その法案はイギリス王の承認を得て海軍法が成立し、当時の海洋水産大臣が管轄することになった。
この海軍の公式な名称は、「カナダ海軍」（Naval Service of CanadaもしくはCanadian Naval Forces）であり、初代カナダ長官となったチャールズ・キングズミル海軍少将（イギリス海軍の退役将校）は、それ以前は海洋水産省の責任者であった。1911年1月30日に「カナダ海軍」は王立カナダ海軍と改称したが、同年8月29日までは、その「王立」カナダ海軍という名称の使用はジョージ5世により許可されなかった。

## 省名の変遷
連邦結成以来、もともとの海洋水産省の責務、すなわち漁業庁と海洋庁はいくつかの省のあいだで移管されてきている。省の形式上の名称は、水産海洋省であるが、カナダ政府のコーポレートアイデンティティ計画である フェデラル・アイデンティティ・プログラムのもとでは「Fisheries and Oceans Canada」とも称される。
- 1867 - 1884 海洋水産省 Department of Marine and Fisheries
- 1884 - 1892 水産省 Department of Fisheries
- 1892 - 1914 海洋水産省 Department of Marine and Fisheries
- 1914 - 1920 海軍省 Department of Naval Services
- 1920 - 1930 海洋水産省 Department of Marine and Fisheries
- 1930 - 1969 水産省 Department of Fisheries
- 1930 - 1936 海洋省 Department of Marine*
- 1969 - 1971 水産森林省 Department of Fisheries and Forestry
- 1971 - 1976 環境省 Department of the Environment
- 1976 - 1979 水産環境省 Department of Fisheries and the Environment
- 1979 - 現在 水産海洋省 Department of Fisheries and Oceans

*海洋省は、1936年の運輸省創設にあたり、国防省の公共航空部門と合併した。

## 関連立法
- カナダ船舶法
- カナダ船舶法、2001年
- 沿岸漁業保護法
- 水産海洋省法
- 金融行政法
- 魚類検査法
- 漁業法
- 漁業開発法
- 魚価格援護法 (撤廃)
- 漁業およびレクリエーションの港に関する法律
- 淡水魚売買法
- 水運水域保護法
- 海洋法
- 種とリスクに関する法律